# Mezzogiorno in famiglia
Mezzogiorno in famiglia è stato un programma televisivo italiano di genere varietà, ideato e diretto da Michele Guardì, andato in onda dal 1993 al 2019 su Rai 2.

## Storia

### L'inizio con Cecchi Paone e Paola Perego (1993)
La trasmissione, in onda nella fascia del mezzogiorno il sabato e la domenica, inizia nell'autunno 1993 con la conduzione di Alessandro Cecchi Paone e Paola Perego. All'interno della trasmissione vengono proposte numerose sfide e giochi aventi come protagonisti due nuclei familiari.

### Il proseguimento con Perego-Giletti
Nelle edizioni successive della trasmissione, affidate a Paola Perego e Massimo Giletti e successivamente ad altri conduttori, i giochi e le prove in studio vengono affrontate da coppie di fidanzati in procinto di sposarsi. 

### L'era Timperi-Volpe-Cirillo
Per un paio di stagioni il programma si trasforma in un talk show, per poi riprendere la realizzazione dei giochi in studio, inizialmente con soli personaggi famosi abbinati ad un concorrente da casa ed in seguito con sfide tra paesi italiani. Il programma per molti anni viene condotto dagli stessi conduttori del blocco mattutino, mentre dal 2008 viene affidato ad un gruppo di conduttori diversi. Durante la trasmissione interviene l'astrologo Paolo Fox con il suo oroscopo. Nella stagione 2003-2004 il programma realizza soltanto dei giochi legati all'astrologia ed assume il titolo di In famiglia - Le stelle a mezzogiorno, con la conduzione di Tiberio Timperi, Marcello Cirillo (già conduttori dal 1999) e Adriana Volpe. Dalla stagione 2006-2007, il meccanismo del programma prevede che per ogni weekend due comuni, uno abbinato al colore blu e l'altro al colore giallo, si sfidino in vari giochi in studio e il vincitore tra questi due tornerebbe la settimana successiva, per sfidarsi con un altro paese. Ai due comuni sono sempre abbinati un padrino e una madrina del mondo dello spettacolo. A fine stagione si scoprono i sette paesi che nel corso di tutto il programma hanno vinto più settimane, più un ottavo comune che sarà uno dei tanti paesi che hanno perso, scelto tramite un sorteggio. Le sfide saranno così: quattro quarti di finale, due semifinali e infine la finale. Il paese campione vincerà uno scuolabus per bambini. Nell'edizione 2016-2017 il paese vincitore Recco, comune in provincia di Genova, ha donato il premio a Castelsantangelo sul Nera, paese duramente colpito dal terremoto del 2016, così come, l'edizione precedente, Sesto al Reghena aveva fatto con Amatrice.

### L'arrivo di Magalli e di Amadeus-Friscia-Barriales
Nell'edizione 2006-2007, le inviate sono Chiara Giallonardo e Milena Minutoli, che dall'edizione 2007-2008, lascerà il posto a Roberta Gangeri. Nella stagione 2008-2009, Tiberio Timperi, viene sostituito da Giancarlo Magalli nella conduzione, mentre sono riconfermati Adriana Volpe e Marcello Cirillo. Dalla stagione 2009-2010 fino alla stagione 2013-2014 il programma è stato affidato a Amadeus, Sergio Friscia e Laura Barriales ed alle inviate Roberta Gangeri, presente anche nelle due edizioni precedenti e alle gemelle Laura Squizzato e Silvia Squizzato.

### L'aggiunta di Ventura-Mazza (2014-2016)
Nelle stagioni 2014-2015 e 2015-2016 il programma viene condotto da Amadeus, Sergio Friscia, Alessia Ventura ed il maestro Gianni Mazza. I collegamenti esterni sono affidati a Manila Nazzaro per la Squadra Gialla e a Elena Ballerini per la Squadra Blu. In studio sono presenti anche le dj Jas & Jay e la domenica partecipa alla trasmissione, come da tradizione, anche Paolo Fox, con la sua classifica dell'oroscopo per la settimana.

### La conduzione di Ossini-Friscia-Nazzaro (2016-2017)
La stagione 2016-2017 del programma inizia il 17 settembre 2016 con un cambio di conduttori: Amadeus viene sostituito da Massimiliano Ossini, resta come co-conduttore anche Sergio Friscia, mentre Manila Nazzaro da inviata diventa conduttrice al posto di Alessia Ventura. Riconfermato anche l'insostituibile maestro Gianni Mazza con i collegamenti esterni affidati a Elena Ballerini per la Squadra Gialla e a Claudia Andreatti per la Squadra Blu. In studio sono presenti anche le dj Jas & Jay e la domenica partecipa alla trasmissione, come tradizione, anche Paolo Fox, con la sua classifica dell'oroscopo per la settimana.

### Il ritorno di Adriana Volpe e la chiusura (2017-2019)
Dall'edizione 2017-2018 la Nazzaro viene sostituita da Adriana Volpe e viene riconfermato il resto della squadra. Nell'ultima edizione 2018-2019 l'inviata Elena Ballerini viene sostituita da Eleonora Cortini mentre il resto della squadra sarà riconfermato. Da febbraio 2019 cambia l'orario di inizio della trasmissione: non più alle 11 ma alle 11:10, essendo stata introdotta l'edizione mattutina del TG Sport di Rai Sport. Al termine dell'edizione 2018-2019 il programma non è stato confermato nel palinsesto 2019-2020.

### Comuni finalisti
I comuni finalisti a partire dalla stagione 2006-2007 sono stati:
- 2006/2007: Introdacqua (L'Aquila) contro Pastena (Frosinone);
- 2007/2008: Cavour (Torino) contro Melissa (Crotone);
- 2008/2009: Manziana (Roma) contro Mormanno (Cosenza);
- 2009/2010: Ascea (Salerno) contro Roccasecca (Frosinone);
- 2010/2011: Longobardi (Cosenza) contro Orsara di Puglia (Foggia);
- 2011/2012: Servigliano (Fermo) contro Monteprandone (Ascoli Piceno);
- 2012/2013: Nicolosi (Catania) contro Monteriggioni (Siena);
- 2013/2014: Camerino (Macerata) contro Castelnuovo Berardenga (Siena);
- 2014/2015: Sambuca di Sicilia (Agrigento) contro Barga (Lucca);
- 2015/2016: Sesto al Reghena (Pordenone) contro Amatrice (Rieti);
- 2016/2017: Recco (Genova) contro Quistello (Mantova);
- 2017/2018: Fornelli (Isernia) contro Breno (Brescia);
- 2018/2019: Galatina (Lecce) contro Caulonia (Reggio Calabria).

### Ospiti
A intervallare le gare vi sono personaggi famosi (solitamente per la squadra gialla una madrina e per la squadra blu un padrino) che saranno i sostenitori o le sostenitrici delle due squadre.

## Edizioni
| Edizione | Prima puntata     | Ultima puntata | Conduttori              | Conduttori        | Presenze fisse   | Presenze fisse               | Inviati          | Inviati                            | Titolo                                |
| -------- | ----------------- | -------------- | ----------------------- | ----------------- | ---------------- | ---------------------------- | ---------------- | ---------------------------------- | ------------------------------------- |
| 1        | 2 ottobre 1993    | 29 maggio 1994 | Alessandro Cecchi Paone | Paola Perego      | –                | –                            | –                | –                                  | Mezzogiorno in famiglia               |
| 2        | 1º ottobre 1994   | 28 maggio 1995 | Massimo Giletti         | Paola Perego      | –                | –                            | –                | –                                  | Mezzogiorno in famiglia               |
| 3        | 30 settembre 1995 | 26 maggio 1996 | Massimo Giletti         | Paola Perego      | –                | –                            | –                | –                                  | Mezzogiorno in famiglia               |
| 4        | 28 settembre 1996 | 25 maggio 1997 | Tiberio Timperi         | Barbara D'Urso    | –                | –                            | –                | –                                  | Mezzogiorno in famiglia               |
| 5        | 27 settembre 1997 | 31 maggio 1998 | Tiberio Timperi         | Simonetta Martone | –                | –                            | –                | –                                  | Mezzogiorno in famiglia               |
| 6        | 26 settembre 1998 | 16 maggio 1999 | Andrea Roncato          | Simonetta Martone | –                | –                            | –                | –                                  | Vent'anni                             |
| 7        | 25 settembre 1999 | 28 maggio 2000 | Tiberio Timperi         | Roberta Capua     | Marcello Cirillo | Adriana Volpe                | –                | –                                  | Mezzogiorno in famiglia               |
| 8        | 30 settembre 2000 | 27 maggio 2001 | Tiberio Timperi         | Roberta Capua     | Marcello Cirillo | Adriana Volpe                | –                | –                                  | Mezzogiorno in famiglia               |
| 9        | 29 settembre 2001 | 26 maggio 2002 | Tiberio Timperi         | Roberta Capua     | Marcello Cirillo | Adriana Volpe                | –                | –                                  | Mezzogiorno in famiglia               |
| 10       | 28 settembre 2002 | 25 maggio 2003 | Tiberio Timperi         | Adriana Volpe     | Marcello Cirillo | Alessia Mancini e Sonia Grey | –                | –                                  | Mezzogiorno in famiglia               |
| 11       | 27 settembre 2003 | 30 maggio 2004 | Tiberio Timperi         | Adriana Volpe     | Marcello Cirillo | Paolo Fox                    | –                | –                                  | In Famiglia - Le stelle a mezzogiorno |
| 12       | 25 settembre 2004 | 29 maggio 2005 | Tiberio Timperi         | Adriana Volpe     | Marcello Cirillo | Paolo Fox                    | –                | –                                  | Mezzogiorno in famiglia               |
| 13       | 24 settembre 2005 | 4 giugno 2006  | Tiberio Timperi         | Adriana Volpe     | Marcello Cirillo | Paolo Fox                    | –                | –                                  | Mezzogiorno in famiglia               |
| 14       | 23 settembre 2006 | 3 giugno 2007  | Tiberio Timperi         | Adriana Volpe     | Marcello Cirillo | Paolo Fox                    | Milena Minutoli  | Chiara Giallonardo                 | Mezzogiorno in famiglia               |
| 15       | 22 settembre 2007 | 1º giugno 2008 | Tiberio Timperi         | Adriana Volpe     | Marcello Cirillo | Paolo Fox                    | Roberta Gangeri  | Chiara Giallonardo                 | Mezzogiorno in famiglia               |
| 16       | 20 settembre 2008 | 14 giugno 2009 | Giancarlo Magalli       | Adriana Volpe     | Marcello Cirillo | Paolo Fox                    | Roberta Gangeri  | Chiara Giallonardo                 | Mezzogiorno in famiglia               |
| 17       | 26 settembre 2009 | 6 giugno 2010  | Amadeus                 | Laura Barriales   | Sergio Friscia   | Paolo Fox                    | Roberta Gangeri  | Laura Squizzato e Silvia Squizzato | Mezzogiorno in famiglia               |
| 18       | 18 settembre 2010 | 29 maggio 2011 | Amadeus                 | Laura Barriales   | Sergio Friscia   | Paolo Fox                    | Roberta Gangeri  | Laura Squizzato e Silvia Squizzato | Mezzogiorno in famiglia               |
| 19       | 17 settembre 2011 | 3 giugno 2012  | Amadeus                 | Laura Barriales   | Sergio Friscia   | Paolo Fox                    | Roberta Gangeri  | Laura Squizzato e Silvia Squizzato | Mezzogiorno in famiglia               |
| 20       | 29 settembre 2012 | 2 giugno 2013  | Amadeus                 | Laura Barriales   | Sergio Friscia   | Paolo Fox                    | Roberta Gangeri  | Laura Squizzato e Silvia Squizzato | Mezzogiorno in famiglia               |
| 21       | 28 settembre 2013 | 1º giugno 2014 | Amadeus                 | Laura Barriales   | Sergio Friscia   | Paolo Fox                    | Roberta Gangeri  | Laura Squizzato e Silvia Squizzato | Mezzogiorno in famiglia               |
| 22       | 20 settembre 2014 | 31 maggio 2015 | Amadeus                 | Alessia Ventura   | Sergio Friscia   | Paolo Fox                    | Elena Ballerini  | Manila Nazzaro                     | Mezzogiorno in famiglia               |
| 23       | 12 settembre 2015 | 29 maggio 2016 | Amadeus                 | Alessia Ventura   | Sergio Friscia   | Paolo Fox                    | Elena Ballerini  | Manila Nazzaro                     | Mezzogiorno in famiglia               |
| 24       | 17 settembre 2016 | 28 maggio 2017 | Massimiliano Ossini     | Manila Nazzaro    | Sergio Friscia   | Paolo Fox                    | Elena Ballerini  | Claudia Andreatti                  | Mezzogiorno in famiglia               |
| 25       | 23 settembre 2017 | 3 giugno 2018  | Massimiliano Ossini     | Adriana Volpe     | Sergio Friscia   | Paolo Fox                    | Elena Ballerini  | Claudia Andreatti                  | Mezzogiorno in famiglia               |
| 26       | 29 settembre 2018 | 2 giugno 2019  | Massimiliano Ossini     | Adriana Volpe     | Sergio Friscia   | Paolo Fox                    | Eleonora Cortini | Claudia Andreatti                  | Mezzogiorno in famiglia               |

## Puntate speciali
- Il 25 dicembre del 1996 nella fascia pomeridiana di Rai 2 va in onda lo speciale I fatti vostri Buon Natale in famiglia, in cui il cast del programma, insieme agli allora conduttori de I fatti vostri (altro programma ideato da Guardì), tengono compagnia al pubblico con giochi e storie.
- Il 13 febbraio 2003 va in onda lo speciale di prima serata San Valentino In Famiglia, nel quale Paolo Fox, in compagnia del cast del programma e di numerosi ospiti, svela le previsioni astrali per tutto l'anno in corso.
- Nel dicembre del 2003, 2004 e 2008 viene realizzata in prima serata la serata Oroscopo in famiglia, nella quale Paolo Fox, in compagnia del cast del programma e di numerosi ospiti, svela le previsioni astrali del nuovo anno.
- Il 10 giugno 2018 va in onda una puntata speciale intitolata Mezzogiorno in famiglia - I campioni d'Italia, in cui si sfidano i comuni campioni: la squadra vincitrice porta al comune una Medaglia d'oro. La puntata è stata vinta da Sesto al Reghena.

## Spin-off

### Pomeriggio in famiglia
Il programma, presente nella sola stagione 1993-1994, andava in onda dagli Studi Dear di Roma nel primo pomeriggio (dopo il TG2 delle 13:00). Era condotto da Alessandro Cecchi Paone e Paola Perego con la partecipazione di Marisa Laurito, i quali erano anche i conduttori del blocco mattutino. All'interno del programma si sfidavano i due nuclei familiari che avevano vinto la puntata del sabato e della domenica di Mezzogiorno in Famiglia.